# Chlorospatha mirabilis
Chlorospatha mirabilis là một loài thực vật có hoa trong họ Ráy (Araceae). Loài này được (Mast.) Madison mô tả khoa học đầu tiên năm 1981.